# Heterodon platirhinos
A cobra-nariz-de-porco oriental (Heterodon platirhinos) é uma espécie de cobra de dentição opistóglifa da família Colubridae. A espécie é endêmica da América do Norte. Não há subespécies reconhecidas.Esta espécie prefere habitats com solos arenosos e uma combinação de campos gramados e bordas de florestas. Elas apresentam diversos padrões de cores diferentes e o identificável "focinho" arrebitado. Elas podem ser encontradas em cativeiro, mas é uma espécie mais difícil de manter devido a uma dieta especializada de sapos.

## Descrição e etimologia
O nome genérico Heterodon é derivado das palavras gregas heteros que significa "diferente" e odon que significa "dente". O nome específico platirhinos é derivado das palavras gregas platys que significa "amplo ou plano" e rhinos que significa "focinho". O padrão de cores desta cobra é extremamente variável. Pode ser vermelho, verde, laranja, marrom, cinza a preto ou qualquer combinação destes, dependendo da localidade. A região dorsal pode ser rajada, xadrez ou sem nenhum padrão. O abdômen tende a ser de cor cinza sólida, amarela ou creme. Nesta espécie, a parte inferior da cauda é mais clara que o abdômen. A característica mais marcante é o focinho arrebitado, usado para escavação. Um indivíduo adulto médio mede 71 cm de comprimento, sendo as fêmeas maiores que os machos. O maior comprimento já registrado é de 1,16 m.

## Distribuição e habitat
H.platirhinos têm uma ampla distribuição geográfica desde o centro dos Estados Unidos até a costa leste. Nas região norte de sua distribuição, elas podem ser encontradas no sul de Ontário, sul de New Hampshire, Minnesota e Wisconsin. Indo para o oeste, a cobra pode ser encontrada no Texas e no Kansas. A região sul de sua distribuição ocorre até o sul da Flórida.
A espécie tem preferência por florestas de pinheiros, campos e bordas de florestas. Como a maioria do gênero Heterodon, a cobra nariz-de-porco-oriental prefere solos secos e arenosos para fins de escavação. Esses tipos de solo são componentes de habitat propícios para nidificação e postura de ovos. No extremo norte de sua distribuição, descobriu-se que eles preferem terras desenvolvidas como habitat desejado, seguidas por florestas mistas dominadas por cicutas. Com base em um estudo realizado no Canadá, o tamanho médio da área de vida é de cerca de 40 hectares. Seus habitats incluem florestas do sudeste e meio-oeste, pradarias de pastagens altas e campos gramados ou cultivados.

## Comportamento
É considerada uma espécie diurna e normalmente é mais ativa durante abril até setembro, após sair da hibernação. Como a área de distribuição da cobra é ampla, há variações nas condições do clima da população que podem fazer com que o período de atividade mude. Na região norte, a hibernação ocorre mais cedo e começa no final de setembro ou outubro, enquanto na região sul, a cobra pode não recuar até novembro. Houve registros de que alguns indivíduos ainda estavam ativos entre dezembro e fevereiro na Flórida e ao longo da Costa do Golfo. Se a temperatura atingir ou cair abaixo de 19º C, a hibernação da espécie começará. Este período de hibernação acontece sozinho em tocas cavadas pela cobra ou em tocas já feitas por outros animais. Para cavar, a cobra força a cabeça no solo e depois move a cabeça para frente e para trás. Para a hibernação, essas tocas atingirão profundidades de 25 cm ou mais.

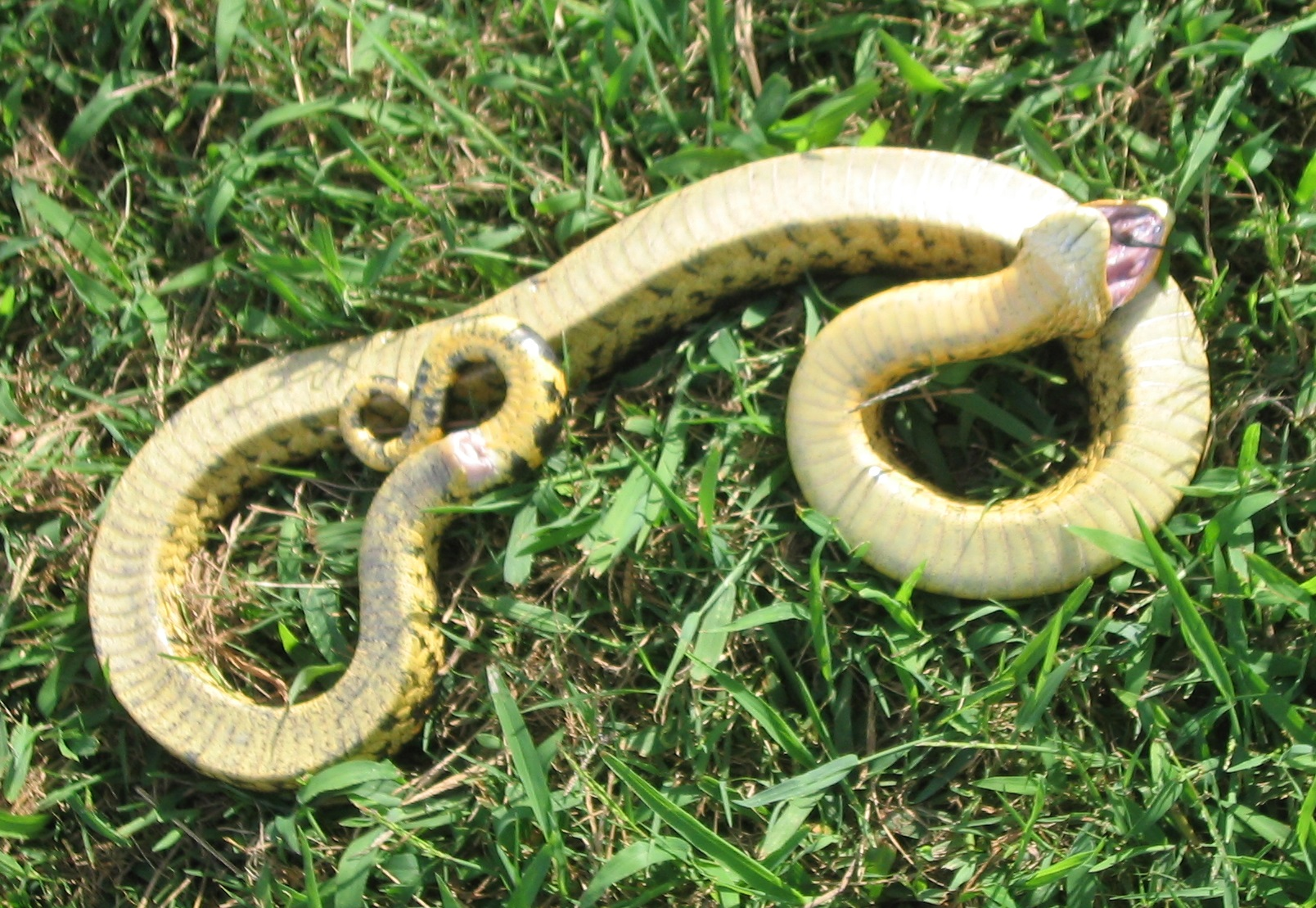
Uma indivíduo se fingindo de morto

Quando a cobra nariz-de-porco é ameaçada, ela achata o seu pescoço e ergue a cabeça. Ela também emite ruídos de respiração forçada e ataca com a boca fechada, mas não tenta morder. O resultado pode ser comparado a uma cabeçada em alta velocidade. Se essa estratégia não funcionar, na maioria das vezes, a cobra rolará de costas e se fingirá de morta, chegando ao ponto de emitir um odor fétido de sua cloaca e colocar a sua língua pendurada para fora da boca. Este comportamento de se fingir de morto também foi observado frequentemente em habitats aquáticos.

## Dieta
A espécie se alimenta de anfíbios em geral, principalmente sapos e rãs. Esta cobra tem resistência às toxinas secretadas por eles. Acredita-se que essa imunidade venha do aumento das glândulas supra-renais, que secretam grandes quantidades de hormônios para neutralizar os poderosos venenos da pele dos sapos. Na parte posterior de cada maxilar superior possui dentes muito alargados, que não são ocos nem estriados, com os quais perfura os sapos para poder engoli-los inteiros.

## Reprodução
As cobras nariz-de-porco orientais acasalam anualmente em abril e maio. Tanto as cobras machos quanto as fêmeas têm vários parceiros durante esta temporada. Ocasionalmente, um segundo período de reprodução ocorre por volta de setembro e outubro. Em vez de fertilizar uma nova ninhada de óvulos nesta época, as fêmeas armazenarão espermatozoides até os meses de primavera para uso. Os machos seguirão as trilhas de feromônios deixadas pelas fêmeas em movimento. Algumas fêmeas foram observadas viajando além de condições viáveis de nidificação para chegar a locais de nidificação comunitários. Os ovos podem ser depositados em pequenas depressões do solo, em tocas ou sob rochas, dependendo da região. As fêmeas põem de 8 a 40 ovos (em média cerca de 25) em junho ou início de julho. Os ovos, que medem cerca de 33 mm × 23 mm, eclodem após cerca de 60 dias, do final de julho a setembro. Os filhotes têm cerca de 16,5 a 21 cm de comprimento. Eles têm uma temperatura média de ninho de 23 a 26ºC, incubando por uma média de 49 a 63 dias. Normalmente, os machos atingem a maturidade com cerca de 40 cm de comprimento, o que pode levar de 18 a 24 meses. As fêmeas, porém, atingem a maturidade com cerca de 45 cm de comprimento, durando até 21 meses.

## Peçonha
H. platirhinos é levemente peçonhenta, porém os efeitos não oferecem risco de vida para os humanos. Heterodon significa “dente diferente”, que se refere aos dentes aumentados na parte posterior da mandíbula superior. Esses dentes injetam um peçonha específica para anfíbios e outras presas. Humanos que são alérgicos à peçonha apresentam inchaço local, queimação e sangramento, mas nenhuma morte foi documentada.

## Em cativeiro
Seu período de vida dura em média entre 10-15 anos em cativeiro. Normalmente, camundongos e ratos são usados para alimentar a maioria das cobras de estimação. Sendo uma espécie que se alimenta preferencialmente de anfíbios, pode ser complicado fazê-las comerem ratos congelados e descongelados. Aromatizar a comida com sapo ou lagarto é um truque usado entre os criadores.